# Prüferunabhängigkeit
Wirtschaftsprüfer (WP) unterliegen verschiedenen Berufspflichten, die sich aus u. a. dem Handelsgesetzbuch (HGB), der Wirtschaftsprüferordnung (WPO) und der Berufssatzung der Wirtschaftsprüferkammer (WPK) ergeben. Zu diesen Pflichten zählen Unabhängigkeit, Unbefangenheit, Unparteilichkeit, Verschwiegenheit, Gewissenhaftigkeit, Eigenverantwortlichkeit,  Berufswürdiges Verhalten und Verzicht auf berufswidrige Werbung.
Unter Unabhängigkeit versteht § 2 Berufssatzung die Freiheit von Bindungen, die die berufliche Entscheidungsfreiheit beeinträchtigen oder beeinträchtigen könnten. Deshalb ist das Eingehen solcher Bindungen verboten. Dabei hat der Wirtschaftsprüfer gegenüber jedermann seine persönliche und wirtschaftliche Unabhängigkeit zu wahren, um sowohl in objektiver als auch subjektiver Hinsicht seine Feststellungen unbeeinflusst von sachfremden Erwägungen und ohne Rücksicht auf eigene Belange oder Interessen Dritter zu treffen.
Verboten sind:
- Ergebnisabhängige Vergütung,
- Teile der Vergütung oder andere Vorteile für die Vermittlung von Aufträgen abzugeben oder entgegenzunehmen,
- Mandantenrisiken zu übernehmen oder
- Versorgungszusagen von Auftraggebern anzunehmen.[1]

Die Pflicht zur Unabhängigkeit gilt besonders im Bereich der gesetzlichen Abschlusspflicht.
Nach dem HGB gilt ein Abschlussprüfer dann als nicht mehr unabhängig, wenn er
- Anteile oder andere nicht unwesentlichen Interessen an dem zu prüfenden Unternehmen oder Beteiligungen an Unternehmen hält, die mit dem zu prüfenden Unternehmen verbunden sind,
- gesetzlicher Vertreter, Mitglied im Aufsichtsrat oder Arbeitnehmer der zu prüfenden Unternehmens oder eines verbundenen Unternehmens, an dem das Unternehmen mehr als 20 % der Anteile besitzt, ist,
- selbst bei der Führung der Bücher oder der Erstellung des Jahresabschlusses mitgewirkt hat,
- für die interne Revision tätig war,
- Management- oder Finanzierungsaufgaben übernommen hat,
- versicherungsmathematische oder Bewertungsleistungen (z. B. Impairment-Test) erbracht hat, die sich nicht unwesentlich auf den Jahresabschluss auswirken,
- Personen beschäftigt, die nach den oben genannten Kriterien nicht Abschlussprüfer sein dürfen oder
- in den letzten fünf Jahren jeweils mehr als 30 % der Gesamteinnahmen aus seiner beruflichen Tätigkeit von dem zu prüfenden Unternehmen und von Unternehmen, an denen das zu prüfende Unternehmen mehr als 20 % der Anteile besitzt, bezogen hat und dies auch im laufenden Geschäftsjahr zu erwarten ist.[2]

Die Unabhängigkeit des Abschlussprüfers ist auch dann gefährdet, wenn einer der ersten sechs Klauseln seinen Ehe- oder Lebenspartner betrifft.
Ähnliche Konventionen bestehen für Wirtschaftsprüfungsgesellschaften. Aus dem letzten Grund (Gesamteinnahmen des Abschlussprüfers) rollieren in Wirtschaftsprüfungsgesellschaften die verantwortlichen Abschlussprüfer spätestens alle fünf Jahre, damit die Wirtschaftsprüfungsgesellschaft das Mandat als Abschlussprüfer weiterhin betreuen kann.
Des Weiteren gibt es Vorschriften, die den Wirtschaftsprüfer vor Einflussnahme schützen. So darf ein Wirtschaftsprüfer als öffentlich bestellter Abschlussprüfer nur dann vom Prüfungsauftrag entbunden werden, wenn das zuständige Gericht einen anderen Abschlussprüfer bestellt. Der Abschlussprüfer ist gegenüber dem Aufsichtsrat einer Wirtschaftsprüfungsgesellschaft zur Verschwiegenheit verpflichtet. Außerdem darf der Aufsichtsrat einer Wirtschaftsprüfungsgesellschaft nicht in der Weise Einfluss auf die Durchführung einer Abschlussprüfung nehmen, dass die Unabhängigkeit des verantwortlichen Wirtschaftsprüfers beeinträchtigt wäre.